# John Tradescant

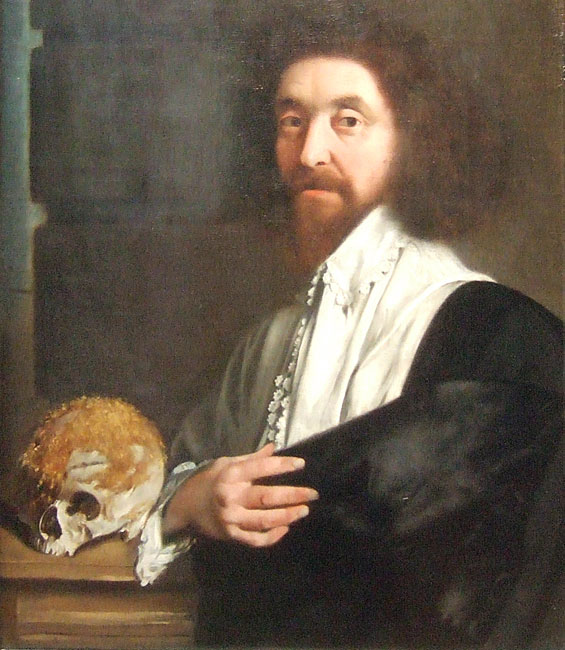
John Tradescant (Thomas De Critz)

John Tradescant (Meopham,  Kent, agosto de 1608 — 22 de abril de 1662) foi um botânico, jardineiro e colecionador britânico.
Sua coleção foi tão afamada que qualquer pessoa que se considerasse culta e instruída estando em Londres não deixava de ir visitar a "Arca Tradescant". As coleções de John Tradescant foram compradas pelo preço simbólico de um xelim por métodos ainda bastantes discutíveis por Elias Ashmole. As coleções de Ashmole por sua vez foram doadas a Universidade de Oxford e tornaram-se conhecidas como Museu Ashmole